# Paul Eduard Starcke
Paul Eduard Starcke (* 14. Oktober 1837 in Kolberg; † 17. August 1885 in Berlin) war ein deutscher Militärarzt. 
Er studierte von 1856 bis 1860 als Zögling des medizinisch-chirurgischen Friedrich-Wilhelm-Instituts an der Friedrich-Wilhelms-Universität zu Berlin. 1861 wurde er Assistenzarzt, 1866 Stabsarzt und 1873 Oberstabsarzt. Er nahm an den in diese Zeit fallenden Kriegen teil. 
Ab 1870 war er Lehrer für Gesundheitspflege an der Preußischen Kriegsakademie. Von 1871 bis 1883 war er ferner Leiter der chirurgischen Abteilung der Charité. 1884 wurde ihm der Titel Professor verliehen, 1885 noch der Charakter eines Generalarztes. 
Zu seinen Veröffentlichungen zählen chirurgische Schriften, die zumeist in den Charité-Annalen erschienen sind. Ferner hat er sich um die Auswahl der Fußbekleidung der Fußsoldaten verdient gemacht.
Zu den Schülern von Paul Eduard Starcke zählt der Chirurg Richard Poelchen (1857–1947).